# Garrya
Garrya es un género  de plantas fanerógamas de la familia Garryaceae. Es originario de Norteamérica y el Caribe.

## Taxonomía
El género fue descrito por  Douglas ex Lindl. y publicado en Edwards's Botanical Register 20: pl. 1686. 1834. La especie tipo es: Garrya elliptica Douglas ex Lindl.  
Etimología
Garrya: nombre genérico que fue otorgado en honor de Nicholas Garry (1782-1856) de la Compañía de la Bahía de Hudson, que fue asistente de David Douglas en sus exploraciones del Pacífico Noroeste.

## Especies
- Garrya buxifolia A.Gray, Proc. Amer. Acad. Arts 7: 349 (1868).
- Garrya congdonii Eastw., Bot. Gaz. 36: 459 (1903).
- Garrya corvorum Standl. & Steyerm., Publ. Field Mus. Nat. Hist., Bot. Ser. 23: 16 (1943).
- Garrya elliptica Douglas ex Lindl., Edwards's Bot. Reg. 20: t. 1686 (1834).
- Garrya fadyenia Hook., Hooker's Icon. Pl. 4: t. 333 (1840).
- Garrya flavescens S.Watson, Amer. Naturalist 7: 301 (1873).
- Garrya fremontii Torr., Pacif. Railr. Rep. Parke, Bot. 4: 136 (1857).
- Garrya glaberrima Wangerin in H.G.A.Engler (ed.), Pflanzenr., IV, 56a: 12 (1910).
- Garrya grisea Wiggins, Contr. Dudley Herb. 1: 172 (1933).
- Garrya laurifolia Benth., Pl. Hartw.: 14 (1839).
  - Garrya laurifolia subsp. laurifolia.
  - Garrya laurifolia subsp. macrophylla (Benth.) Dahling, Contr. Gray Herb. 209: 97 (1978).
  - Garrya laurifolia subsp. quichensis (Donn.Sm.) Dahling, Contr. Gray Herb. 209: 99 (1978).
  - Garrya laurifolia subsp. racemosa (Ramírez) Dahling, Contr. Gray Herb. 209: 98 (1978).
- Garrya longifolia Rose, Contr. U. S. Natl. Herb. 8: 55 (1903).
- Garrya ovata Benth., Pl. Hartw.: 14 (1839).
  - Garrya ovata subsp. goldmanii (Wooton & Standl.) Dahling, Contr. Gray Herb. 209: 83 (1978).
  - Garrya ovata subsp. lindheimeri (Torr.) Dahling, Contr. Gray Herb. 209: 81 (1978).
  - Garrya ovata subsp. mexicana Dahling, Contr. Gray Herb. 209: 84 (1978).
  - Garrya ovata subsp. ovata.
- Garrya salicifolia Eastw., Bot. Gaz. 36: 463 (1903).
- Garrya veatchii Kellogg, Proc. Calif. Acad. Sci. 5: 40 (1873).
- Garrya wrightii Torr., Pacif. Railr. Rep. Parke, Bot. 4: 136 (1857).